# İZBAN
İZBAN, cunoscut anterior sub numele de Egeray, este un sistem feroviar de navetă care deservește İzmir și zona sa metropolitană, în principal pe o axă nord-sud, prin două linii: Linia de Nord și Linia de Sud. Având în medie 185.000 de pasageri zilnic, este cel mai aglomerat sistem feroviar de navetă din Turcia, cu puțin înaintea liniei de navetă Marmaray din Istanbul. İZBAN este un cuvânt telescopat din „İzmir” și „Banliyö” (suburbie în limba turcă).
Înființat în 2007, a început să funcționeze din 2010. İZBAN a fost creat pentru a reface vechea cale ferată de navetiști din İzmir. Începând din 2017, İZBAN operează un sistem cu o lungime de 136 de kilometri cu 40 de stații.
Compania İZBAN A.Ș., fondată în 2006, operează calea ferată și este deținută în proporție de 50 % de Căile Ferate de Stat din Turcia și 50 % de către Municipalitatea Metropolitană din Izmir. İZBAN face parte din planul general de transport al municipalității.

## Tarife
İZBAN are un tarif bazat pe distanță, cea mai mică distanță costă 2,86 lire turcești și, la distanțe mai mari 25 de kilometri, se adaugă 0,01 lire turcești la fiecare 143 de metri.

## Rute
İZBAN are în prezent patru rute; Aliaga - Cumaovası, care deservește cartierele centrale ale orașului și din Aliaga, linia de Sud, care deservește cartierele centrale, Aeroportul Menderes Adnan, orașul sudic Menderes și orașul sudic Torbalı, Tepeköy - Selçuk care leagă orașul Torbalı cu orașul Selçuk, linia Çiğli-Halkapınar circulă numai în timpul orelor de vârf în weekend, pentru a reduce presiunea asupra liniilor Aliağa - Cumaovası și Menemen - Tepeköy. În afară de linia Tepeköy - Selçuk, toate liniile circulă prin districtele centrale, cu 8 trenuri pe oră în districtul central.
| Rută               | Distanță             | Trenuri pe oră                                           | Districtele deservite                                                |
| ------------------ | -------------------- | -------------------------------------------------------- | -------------------------------------------------------------------- |
| Aliağa - Cumaovası | 78 kilometri (48 mi) | 3                                                        | Menemen, Konak, Bayraklı, Karșıyaka, Çiğli, Buca, Gaziemir, Menderes |
| Menemen - Tepeköy  | 84 km (52 mi)        | 3                                                        | Konak, Bayraklı, Karșıyaka, Çiğli, Buca, Gaziemir, Menderes, Torbalı |
| Tepeköy - Selçuk   | 26 kilometri (16 mi) | 2                                                        | Torbalı, Selçuk                                                      |
| Çiğli-Halkapınar   | 26 kilometri (16 mi) | Operațional numai în orele de vârf în timpul săptămânii. | Bayraklı, Karșıyaka, Çiğli                                           |

## Istorie
İZBAN A.Ș. a fost creat la 10 ianuarie 2007 de către municipalitatea İzmir împreună cu Căile Ferate de Stat din Turcia pentru a opera serviciul de navetiști în oraș. Anterior, serviciul de navetiști a fost operat de Căile Ferate de Stat, dar serviciul nu era foarte frecvent, iar trenurile nu erau la fel de eficiente. În 2006, serviciul de navetiști din İzmir a fost la cel mai scăzut nivel din toate timpurile, cu doar 98.000 de călători în acel an. A existat o scădere constantă a numărului de călători începând din anii 1990. Pentru a reface serviciul de navetiști din oraș, Căile Ferate de Stat au început o revizie completă a celor două linii ale serviciului în oraș. La 23 iulie 2006, Căile Ferate de Stat au suspendat temporar toate serviciile feroviare către Izmir. Trenurile regionale și interurbane se opreau la Çiğli în nord și la Gaziemir în sud.
În acest timp, cele 24 de stații existente pentru navetiști au fost reconstruite și 5 stații noi au fost adăugate. 15 noi terminale de autobuze de transfer au fost adăugate pentru a se integra sistemul de servicii de navetiști cu transportul municipal cu autobuze ESHOT. Două tuneluri de cale ferată au fost construite în Karșıyaka și Șirinyer cu un total de 4 stații de metrou. Șinele au fost prevăzute cu traverse din ciment și semnalizarea a fost îmbunătățită cu un post central de comandă la Alsancak. O nouă clădire de întreținere a fost deschisă în Çiğli precum și un mic depou a fost deschis în Cumaovası pentru trenuri. Lucrările pe linia de sud au fost finalizate la mijlocul anului 2009 și serviciul regionale a fost relansat la gara Basmane. Lucrările pe linia de nord au fost finalizate în primăvara anului 2010 și serviciul regional a fost relansat pe 1 mai 2010.

## Serviciu

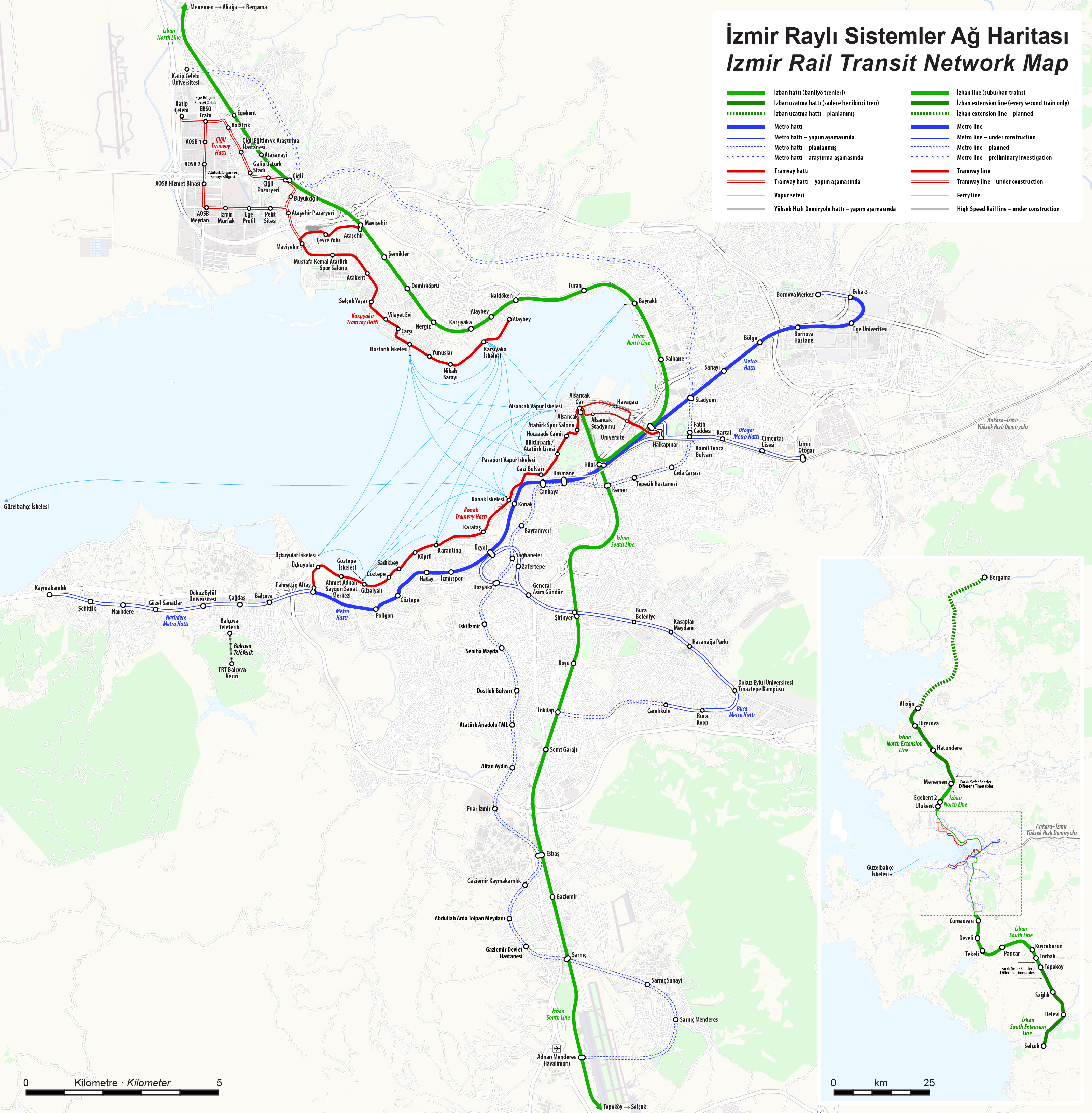
Harta rețelei de transport din Izmir: liniile IZBAN sunt afișate în verde

În prezent, İZBAN operează 164 de trenuri zilnice în ambele sensuri între Cumaovası și Aliağa. Toate liniile sunt deținute de Căile Ferate de Stat din Turcia. Există, de asemenea, terminale de autobuz integrate cu mai multe stații noi. Aceste stații sunt: Halkapınar, Șirinyer, Semt Garajı, Esbaș, Sarnıç și Cumaovası pe linia de sud, Mavișehir, Çiğli, Egekent 2, Hatundere, Biçerova, Menemen și Ulukent pe linia de nord.

### Călători
İZBAN este de departe cea mai aglomerată cale ferată de navetiști din Turcia, transportând mai mulți călători decât restul celorlalte căi ferate de navetă din Turcia combinate. Ponderea medie zilnică este de aproximativ 100.000 de călători. În prima sa lună, İZBAN a transportat zilnic aproximativ 2.000 de pasageri, acest număr crescând la 40.000 până la sfârșitul lunii decembrie și s-a dublat la 80.000 până în februarie. Odată cu deschiderea transferurilor feroviare către autobuze pe linia de nord, numărul zilnic de călători a crescut la 100.000. Se așteaptă ca aceasta să crească la 140.000 până în aprilie. İZBAN a transportat peste 1,6 milioane de călători de la deschiderea sa la 30 august 2010, devenind astfel una dintre căile ferate pentru navetiști cu cea mai rapidă creștere din lume. Mai jos este o listă cu primele 10 cele mai aglomerate stații ale sistemului în septembrie 2011.
| Loc | Stație     | Pasageri (în 2011) | Pasageri (zilnic) | Linii                                                 |
| --- | ---------- | ------------------ | ----------------- | ----------------------------------------------------- |
| 1   | Karșıyaka  | 2.061.535          | 8.380             | Aliağa - Cumaovası Menemen - Tepeköy Çiğli-Halkapınar |
| 2   | Șirinyer   | 1.943.187          | 7.899             | Aliağa - Cumaovası Menemen - Tepeköy                  |
| 3   | Halkapınar | 1.793.536          | 7.290             | Aliağa - Cumaovası Menemen - Tepeköy Çiğli-Halkapınar |
| 4   | Alsancak   | 1.483.999          | 6.032             | Aliağa - Cumaovası Menemen - Tepeköy                  |
| 5   | Çiğli      | 1.396.351          | 5.676             | Aliağa - Cumaovası Menemen - Tepeköy Çiğli-Halkapınar |
| 6   | Menemeni   | 1.044.191          | 4.244             | Aliağa - Cumaovası Menemen - Tepeköy Çiğli-Halkapınar |
| 7   | Sarnıç     | 948.731            | 3.856             | Aliağa - Cumaovası Menemen - Tepeköy                  |
| 8   | Nergiz     | 879,333            | 3.574             | Aliağa - Cumaovası Menemen - Tepeköy Çiğli-Halkapınar |
| 9   | Bayraklı   | 872.063            | 3.544             | Aliağa - Cumaovası Menemen - Tepeköy Çiğli-Halkapınar |
| 10  | Demirköprü | 819.504            | 3.331             | Aliağa - Cumaovası Menemen - Tepeköy Çiğli-Halkapınar |

## Material rulant
| Model  | Imagine | Serie       | Construite în | Tip                        | Putere        | Constructor (Designer) | Note                                  |
| ------ | ------- | ----------- | ------------- | -------------------------- | ------------- | ---------------------- | ------------------------------------- |
| E22000 |         | 22001-22033 | 2010-2011     | Unitate Electrică Multiplă |               | CAF                    | Folosit pentru linia de navetă Egeray |
| E22100 |         | 22001-22040 | 2012-2015     | Unitate Electrică Multiplă | Hyundai Rotem |                        | Folosit pentru linia de navetă Egeray |

## Extindere viitoare

### B1: Linia Aliağa-Bergama
Linia se întinde de la Aliağa la Bergama, ultima stație a liniei B1 din nord. Scopul acestui proiect este de a lega prin cale ferată orașele antice Pergam și Efes de Izmir.
Linia are o lungime de 50 de kilometri și este formată din 7 stații, și anume Aliağa OSB, Yeni Șakran, Zeytindağ, Yenikent, Bozköy, Bergama Bus Terminal și Bergama. Lungimea actuală a liniei este de 136 de kilometri. Odată cu finalizarea liniei, va crește la 186 de kilometri, iar numărul total de stații va crește de la 41 la 48.
B2: Linia Ödemiș - Bayındır - Torbalı 
Linia B2 este planificată să fie construită independent de alte linii din sud. Linia începe de la Centrul Ödemiș și trece prin Ödemiș OSB, Beytilköy, İlkkurșun, Doyranlı, Derebașı, Çatal, Yakaköy, Bayındır Vocational School, Bayındır district, Furunlu, Zonele rezidențiale Elifli, Karpuzlu, Arıkbașı, Tașkesik și Gürdür.

B3: Linia Tire-Bayındır-Torbalı 
Este o altă linie care este planificată să fie construită în sud, independent de alte linii. Linia B3 începe din centrul districtului Tire și se oprește la Tire OIZ. TCDD a planificat să ajungă la Torbalı cu propria linie. Această linie se termină la stația Halkapınar din nord, ca linia B2. În loc să aibă două linii separate independente una de cealaltă pentru legătura cu Ödemiș, Torbalı și Tire İzban, Ödemiș, Tire, Linia Belevi și Torbalı poate fi, de asemenea, utilizată ca alternativă.

## Plan suspendat

### Menemen-Manisa
A fost planificată o extindere la Manisa spre sfârșitul anului 2011. Acest lucru ar fi însemnat modernizarea mai multor stații (Emiralem, Ayvacık, Muradiye, Horozköy) și o modernizare majoră a stației Manisa, precum și adăugarea câtorva stații noi pentru a deservi toate satele din apropierea liniei (Yahșelli, Göktepe). Împreună cu aceasta, linia existentă cu o singură cale, ar fi realizată pe o cale dublă și electrificată cu cablu aerian de 25 kV AC.

## Galerie de imagini

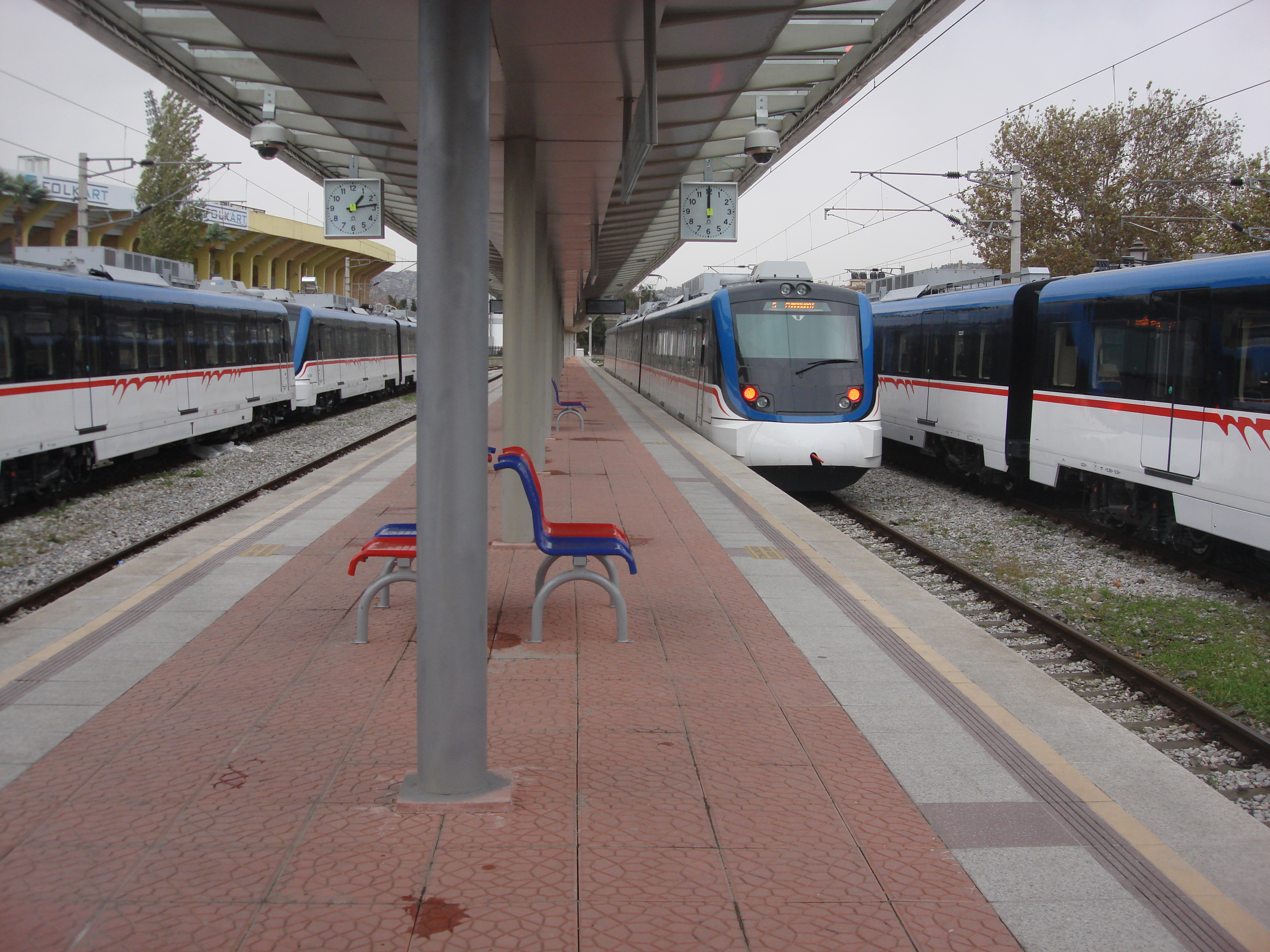
Trenuri IZBAN la Alsancak în 2010.
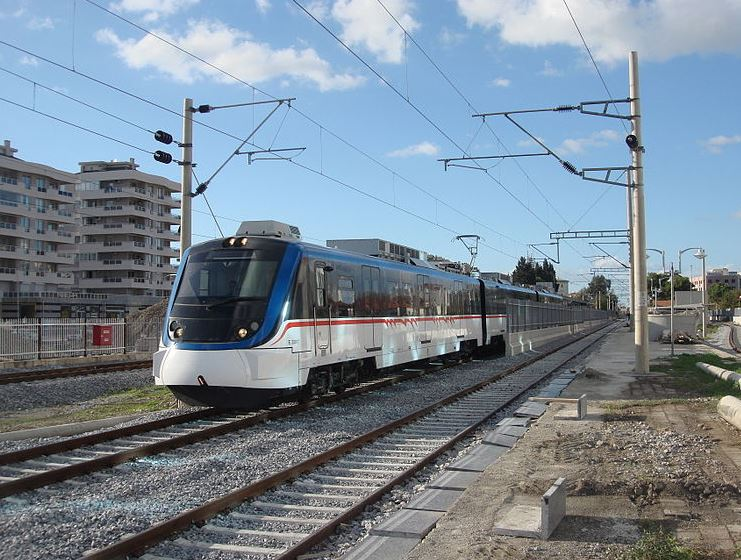
Un tren spre sud care pleacă din stația Çiğli.
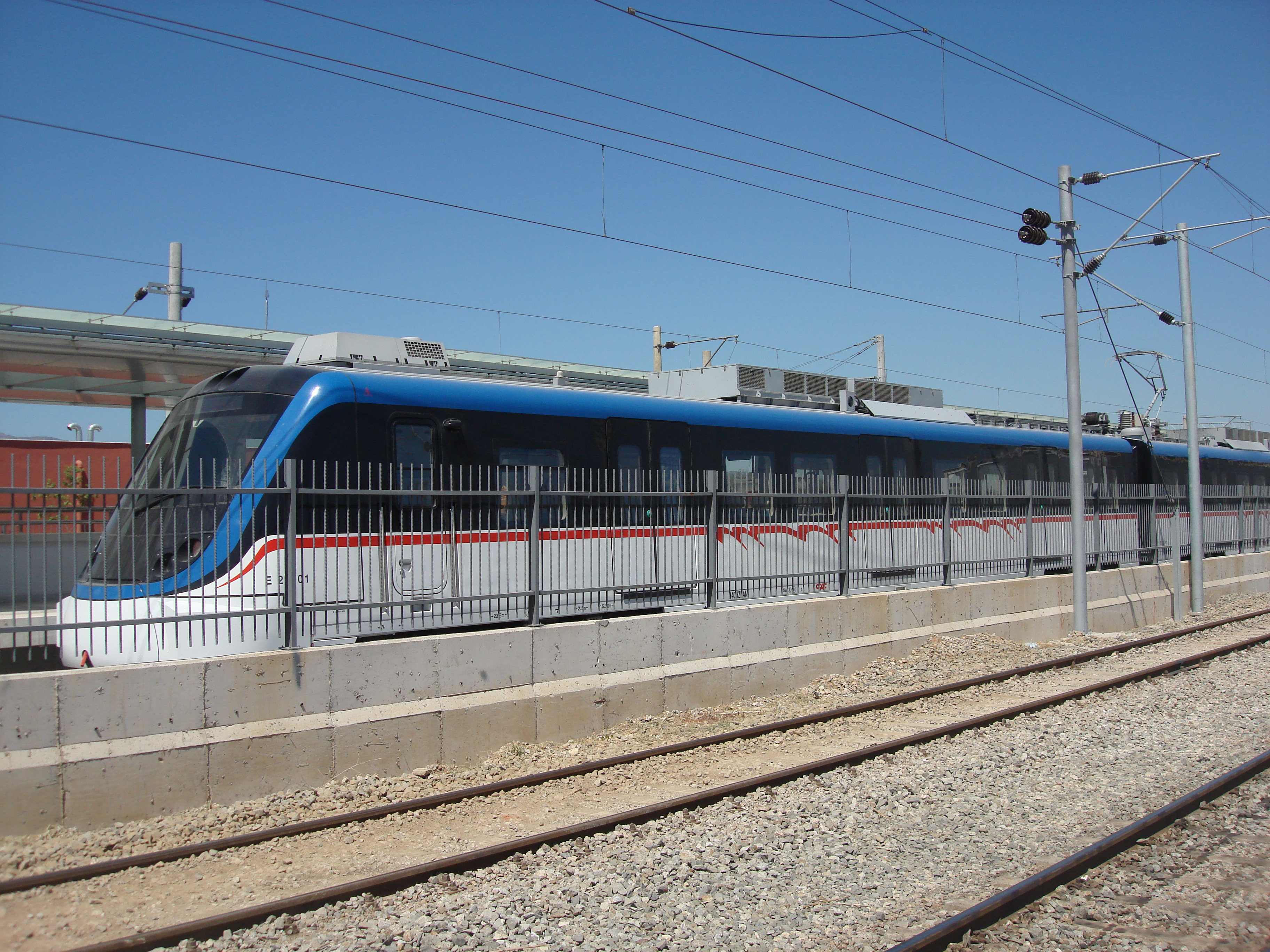
Un tren care așteaptă să se întoarcă în gara Alsancak în timpul unui test înainte de inaugurare.
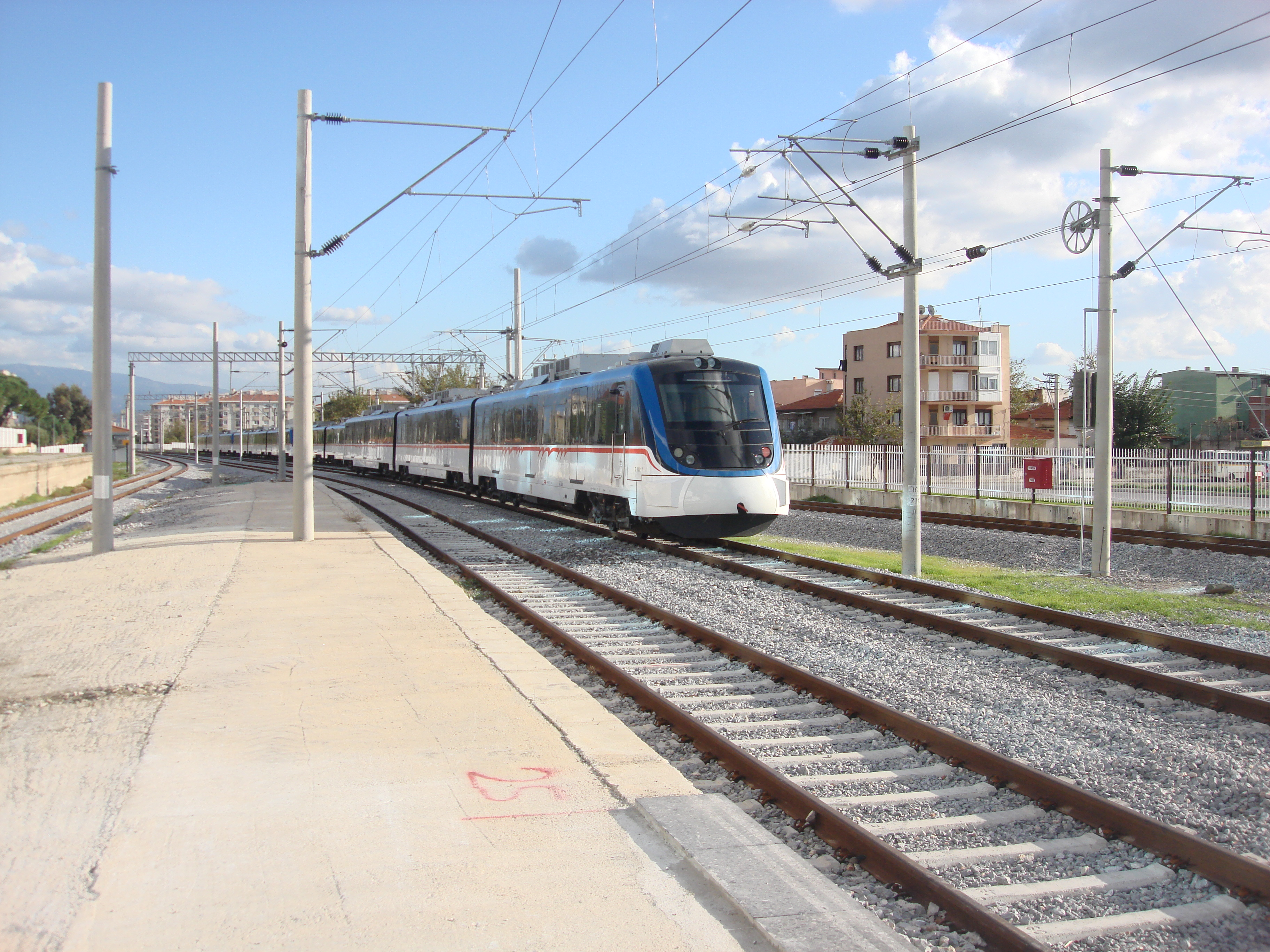
Un tren spre nord care pleacă din stația Çiğli.
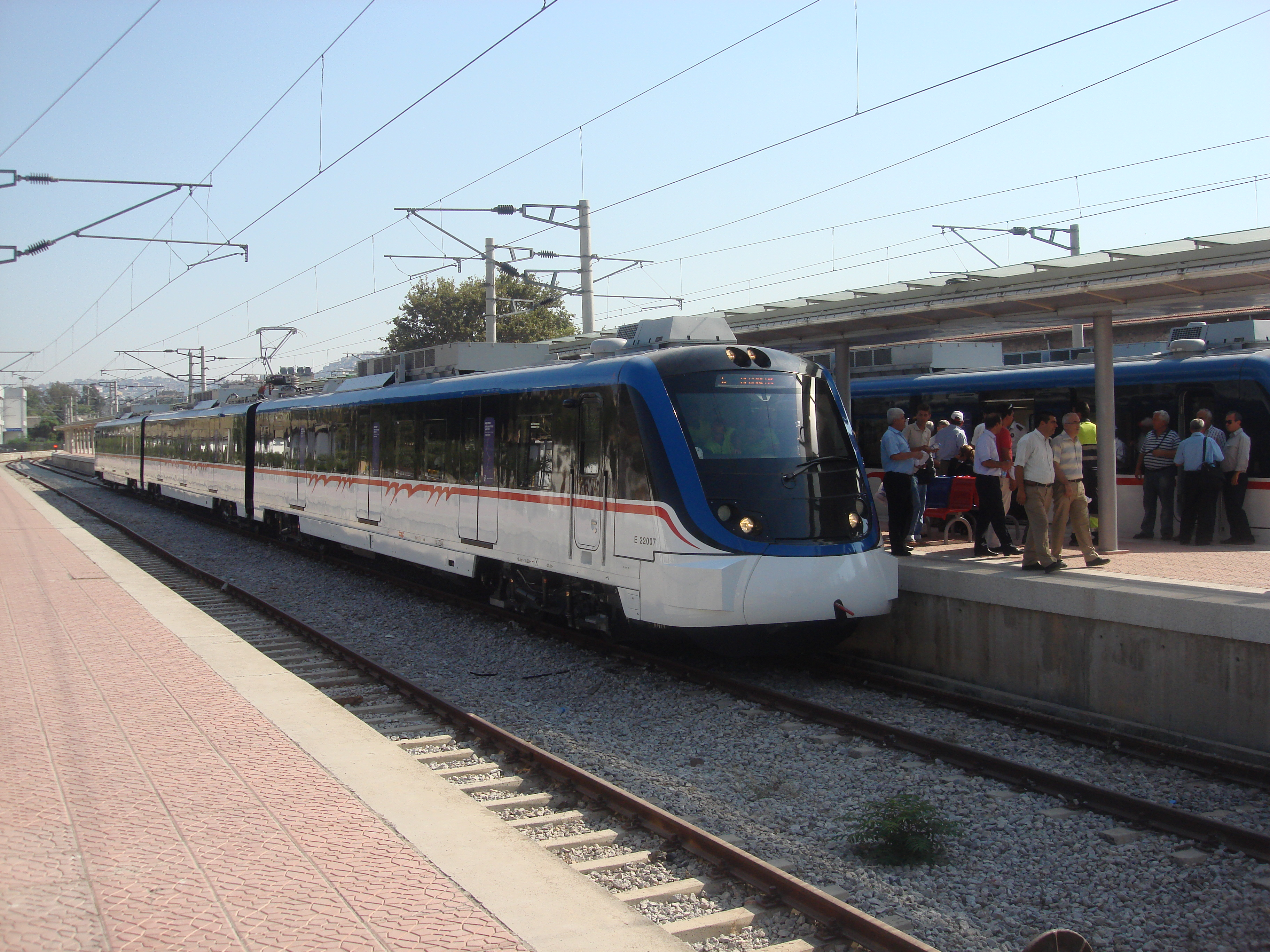
Un tren care ajunge în gara Alsancak în ziua inaugurării.
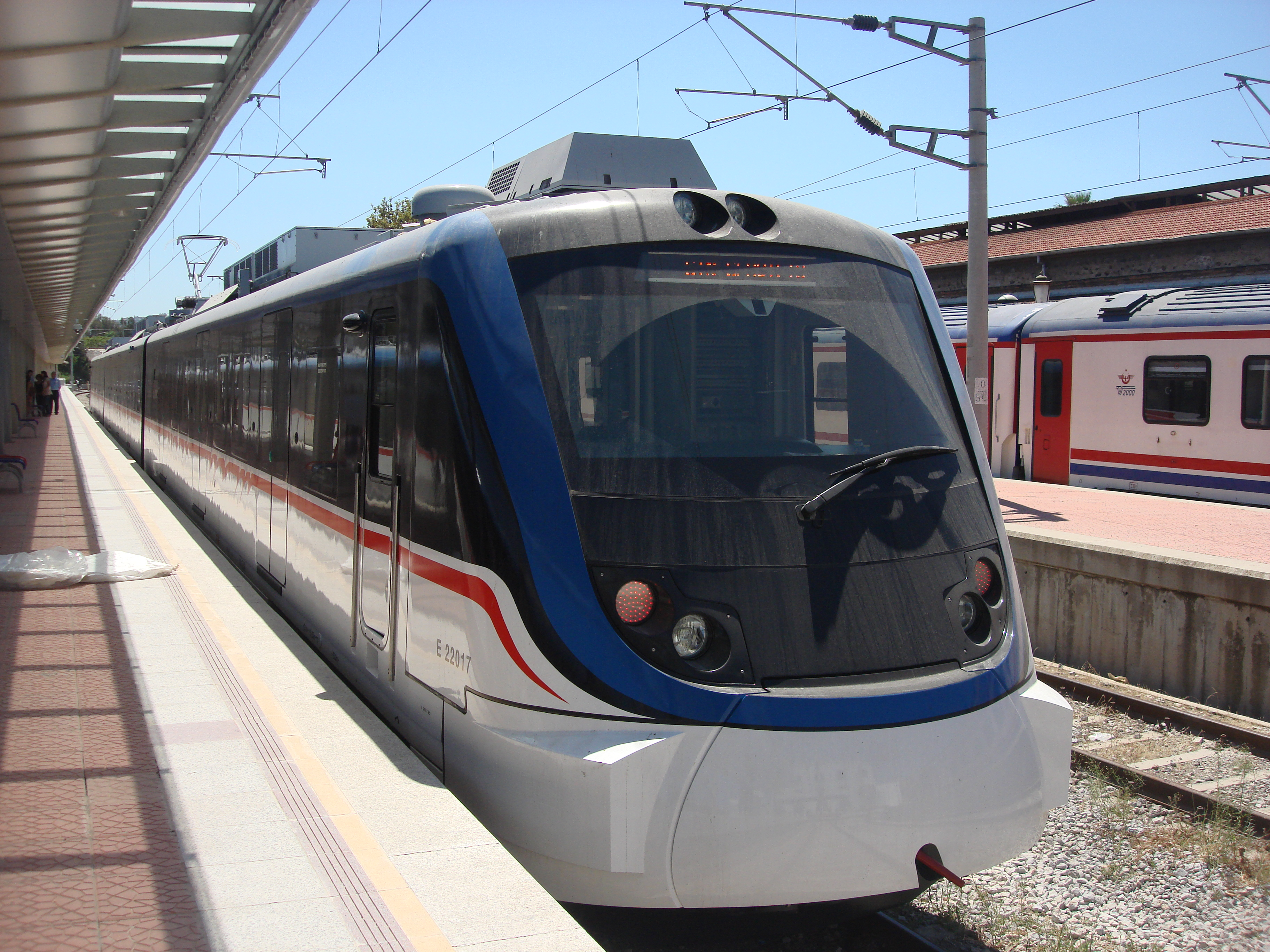
E22017 în gara Alsancak.
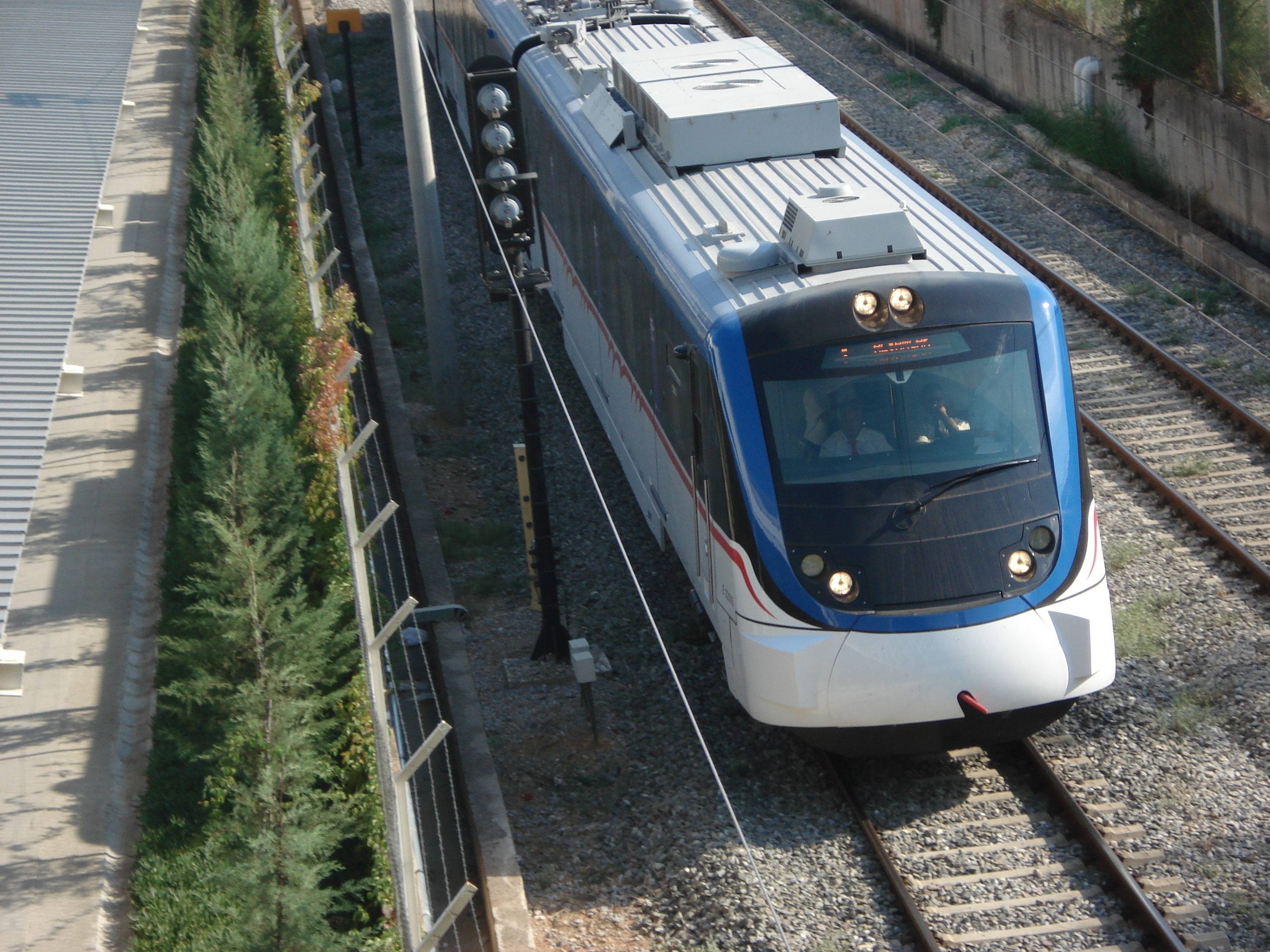
E22008 la Aeroportul Adnan Menderes.
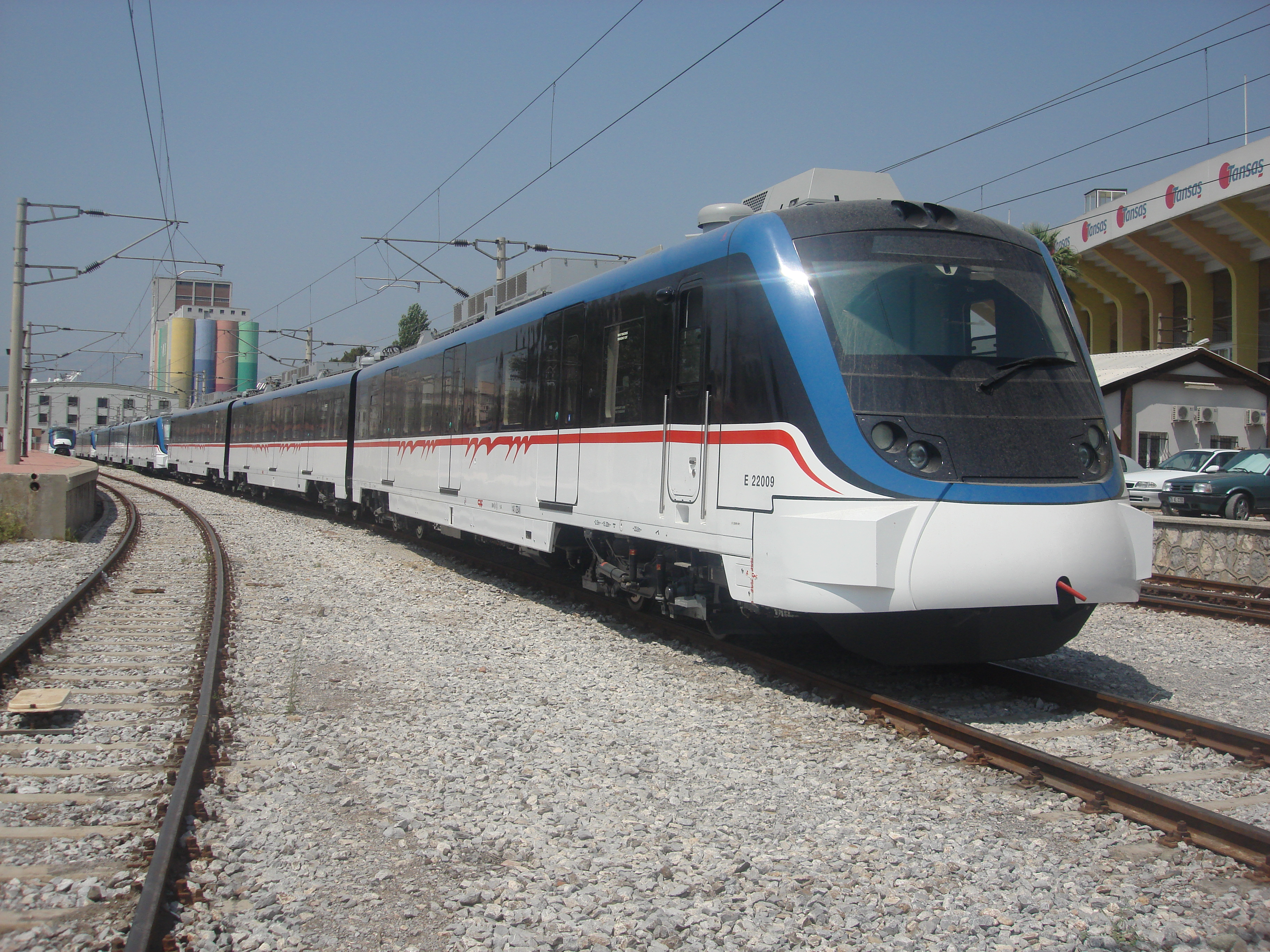
Tren İZBAN în stația Alsancak.